# 尊尼芬·派斯
尊尼芬·派斯 CBE（1947年6月1日—），威爾斯演員。畢業於倫敦皇家戏剧艺术学院，七〇年代開始參演舞台劇。他是兩屆東尼獎得主，分別於1977年贏得最佳話劇男配角獎（《喜劇演員》），以及1991年最佳音樂劇男主角獎（《西貢小姐》）。派斯在大螢幕的突破為1985年的《巴西》，之後也因為其廣泛的戲路而屢屢獲得亮相機會，包括1996年巨製《貝隆夫人》、1997年的龐德系列《明日帝國》，以及加勒比海盗系列电影等。此外他也在獨立製片的作品如《纯真年代》、《新世界》當中亮相。2019年，首獲提名奥斯卡最佳男主角奖（《教廷白煙》） 。
派斯在電視劇方面亦有膾炙人口的演出，著名者包括HBO熱門劇集《权力的游戏》（出演「大麻雀」）等作品。2020年8月，派斯接替托比亞·曼齊司在Netflix劇集《王冠》的角色（菲利普亲王）。